# Spoorbrug over de Vliet
De Spoorbrug over de Vliet (ook wel Hoge Brug) is een spoorbrug over de Vliet, gelegen tussen de Nederlandse plaatsen Leidschendam en Voorburg. 

## Historie
De brug is aan het begin van de 20e eeuw aangelegd in het kader van de bouw van de Hofpleinlijn in 1907/1908. Deze spoorlijn was vanaf 1908 geëlektrificeerd, waarbij de bovenleiding ter hoogte van de spoorbrug onderbroken was. Naast de spoorbrug was een voetgangersbrug waarmee reizigers vanuit Leidschendam het station Leidschendam-Voorburg konden bereiken. 

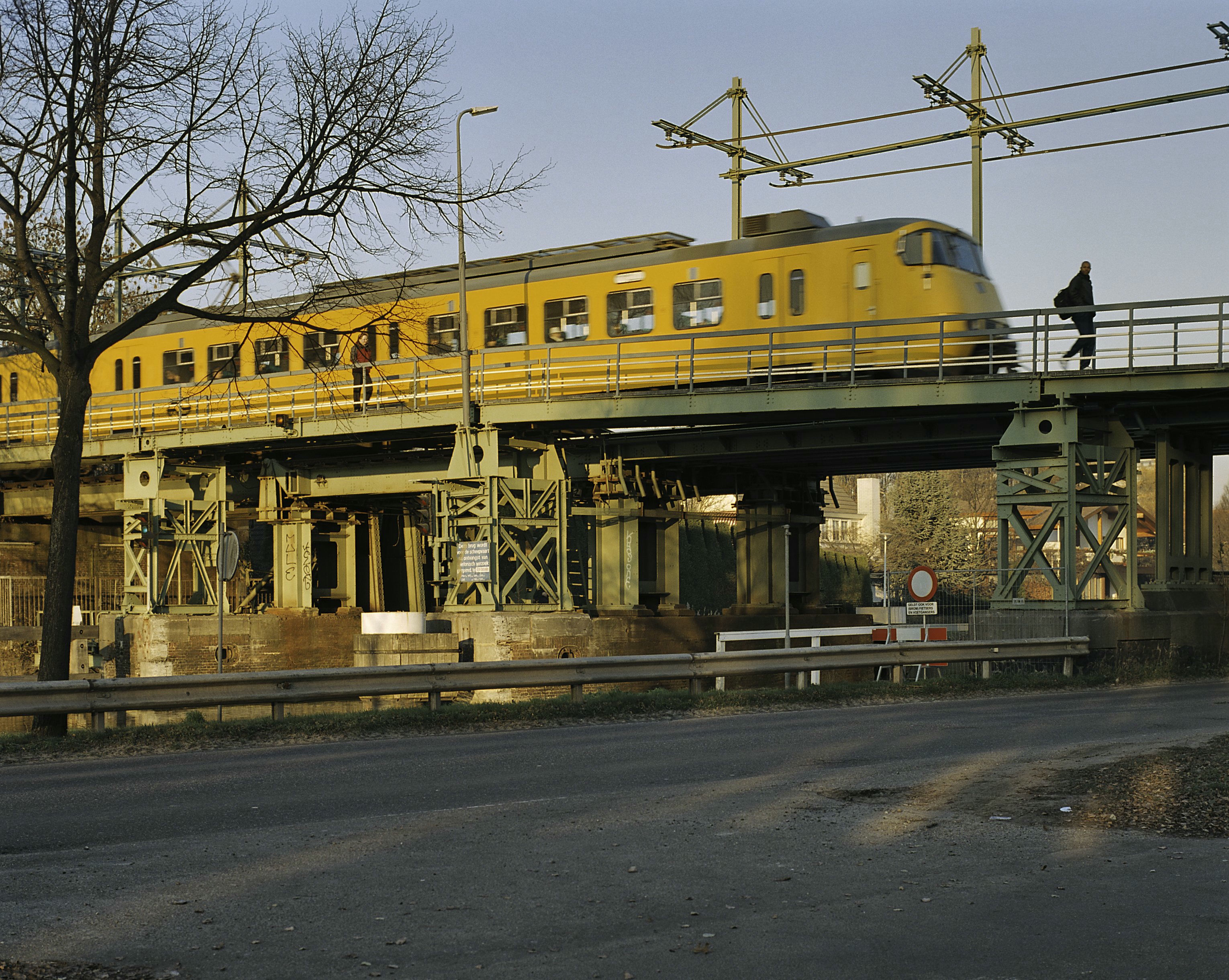
Oude spoorbrug (2003)

## Nieuwe brug
In 2006 is de brug vervangen door een nieuwe vaste brug, eveneens met een voetgangersbrug, in het kader van de ombouw van de Hofpleinlijn naar een lijn van Randstadrail.

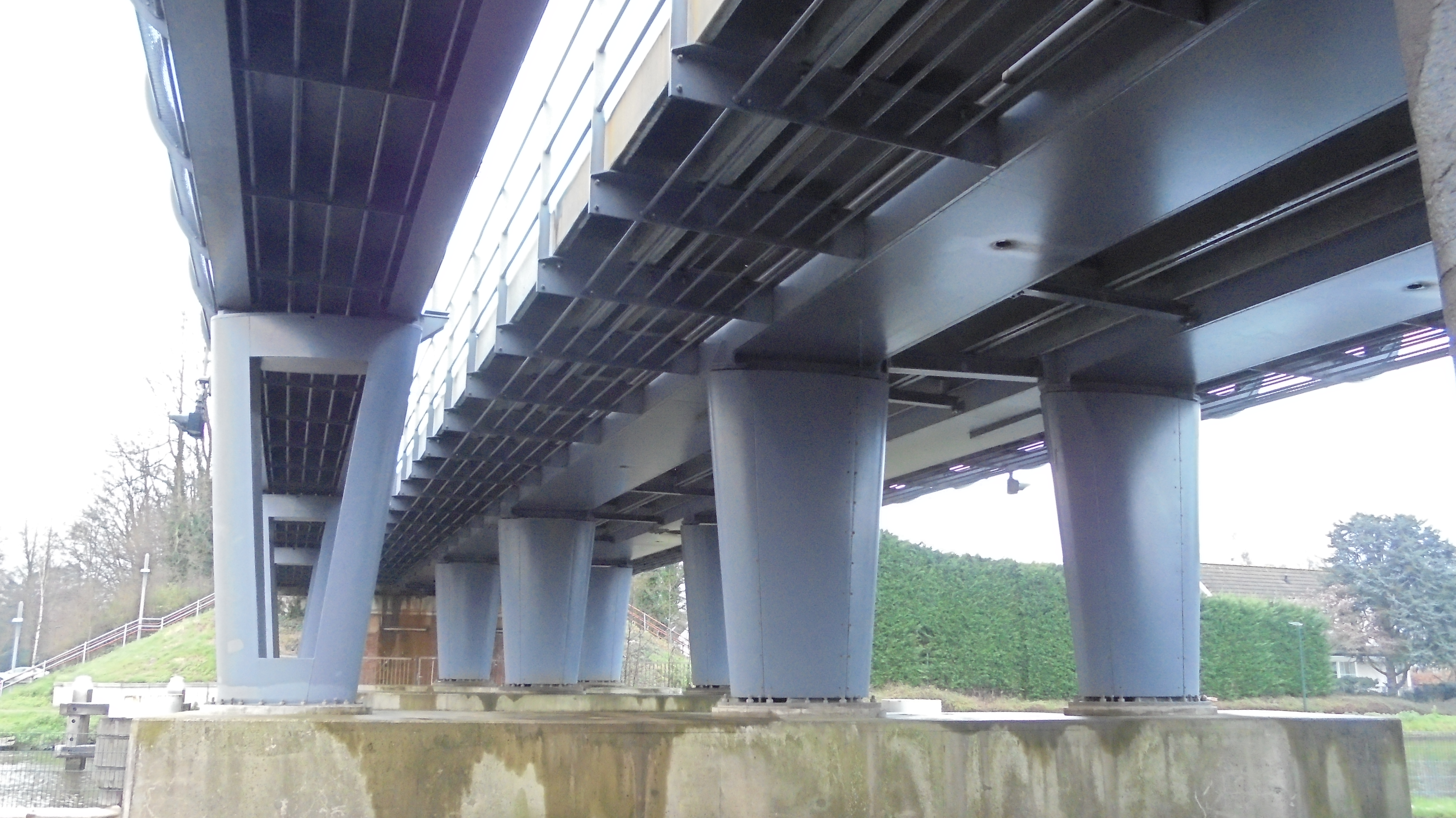
Onderkant brug, voetgangersbrug heeft eigen kolommen maar dezelfde fundering
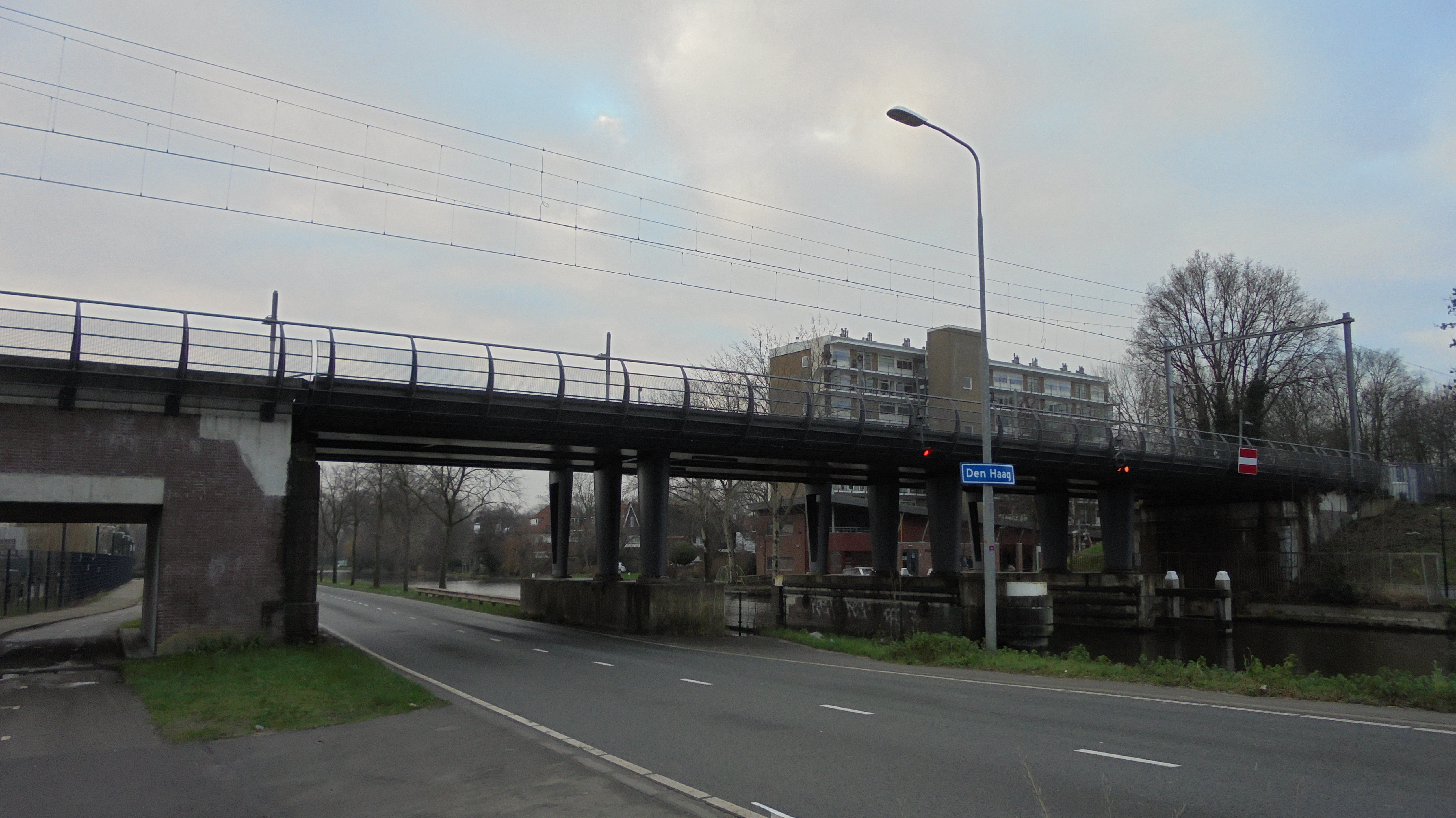
De brug bevindt zich net in de gemeente Den Haag
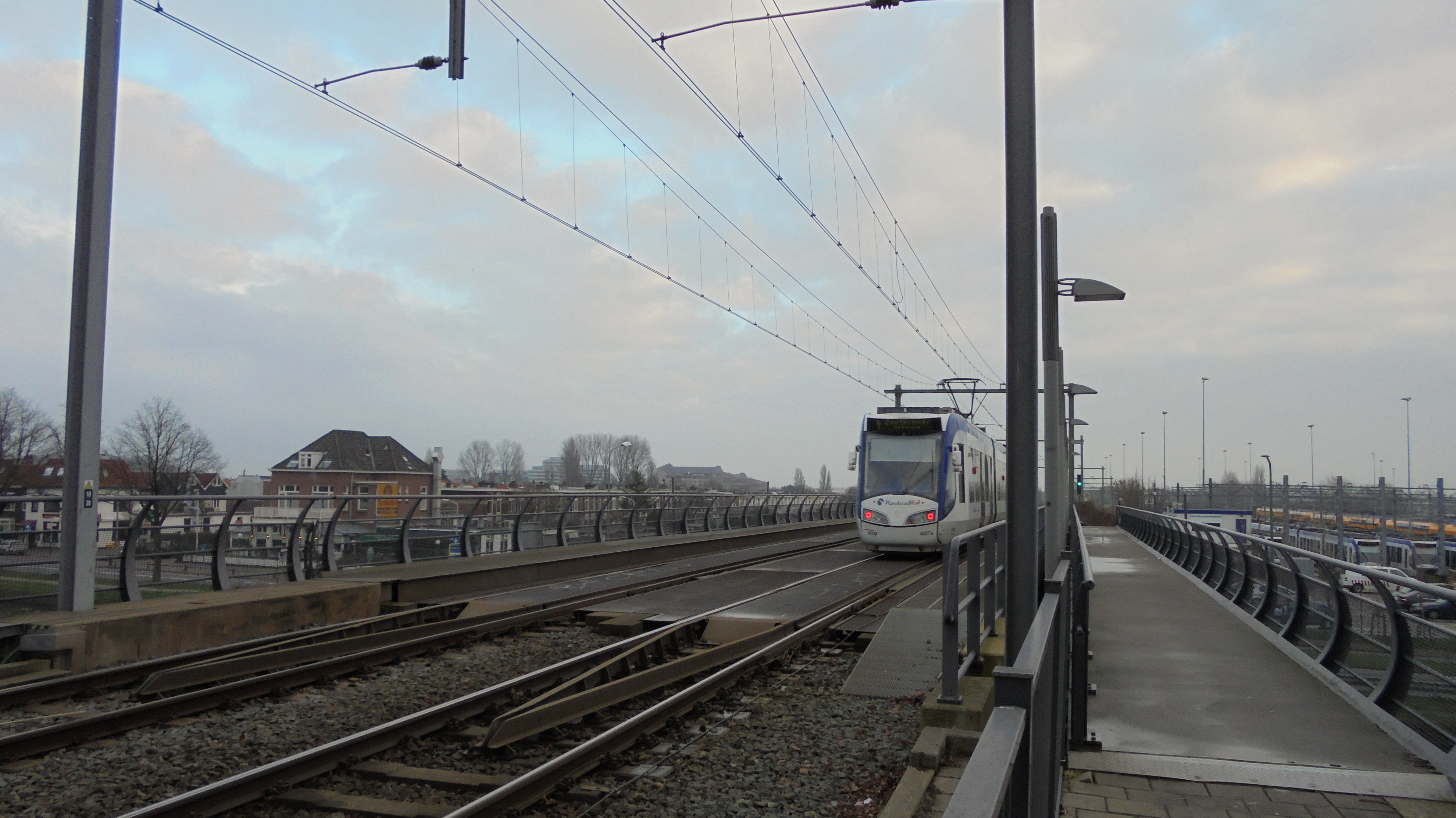
RandstadRail 4 rijdt over de brug